# Nezumia brevibarbata
Nezumia brevibarbata es una especie de pez de la familia Macrouridae en el orden de los Gadiformes.

## Morfología
• Los machos pueden llegar alcanzar los 26 cm de longitud total.

## Hábitat
Es un pez de aguas profundas que vive entre 549-1737 m de profundidad.

## Distribución geográfica
Se encuentra en el  Atlántico suroriental: desde la desembocadura del río Orange hasta False Bay (Sudáfrica ).